# USS 조지 워싱턴 (CVN-73)
USS 조지 워싱턴 (CVN-73)은 미 해군의 핵추진 항공모함으로 니미츠급(Nimiz Class)의 6번함이자 미 해군 7함대의 핵심전력이다. 함명인 조지 워싱턴은 미국의 초대 대통령이다. 지난 1992년 실전 배치된 이후 2008년 8월 일본 요코스카 해군기지에 영구배치돼 일본은 물론 한반도 주변 해역에서 작전임무를 수행해왔다.

## 형태
일반적으로 GW로 알려져 있는 조지 워싱턴 호는 길이 333m, 폭 78m, 높이 74m의 초대형 항공모함이다. 약 80기의 항공기를 수용할 수 있으며, 18,000m²넓이의 비행갑판을 가지고 있고, 비행갑판과 격납고를 오가며 항공기를 실어나르는 360m²넓이의 승강기 4대를 보유하고 있다. 배수량은 약 99,000톤(97,000영국 톤)이며, 6,012명의 승조원이 탑승할 수 있다. 네 대의 증류 장치는 하루 1,500,000리터의 식수를 공급하며, 조리실은 하루 18,000끼의 식사를 제공한다. 2,520냉각톤(8.6메가와트)의 출력을 가진 냉방시설을 요구하는 2,500칸 이상의 객실이 있으며, 2,520냉각톤은 2,000개 이상의 가정집을 냉각시킬 수 있을 정도의 출력이다.

## 각국의 거대 함선
(CV- 항공모함, BB- 전함, DD- 구축함, LS- 상륙함)
- 미국 - 조지 워싱턴함, 333m(CV)
- 미국 - 미주리함, 270m(BB)
- 일본 제국 - 야마토함, 265m(BB)
- 일본 제국 - 아카기함, 260m(CV)
- 일본 - 이즈모함, 248m(CV)
- 일본 - 아타고함, 170m(DD)
- 일본 - 오스미함, 178m(LS)
- 소련 - 쿠즈네초프함, 305m(CV)
- 프랑스 - 샤를 드골함, 262m(CV)
- 대한민국 - 세종대왕함, 165m(DD)
- 대한민국 - 독도함, 199m(LS)
- 영국 - 45식 구축함, 152m(DD)
- 영국 - 퀸 엘리자베스함, 283m(CV)
- 중국 - 랴오닝함, 305m(CV)
- 중국 - 52식 구축함, 154m(DD)
- 중국 - 유자오급 상륙함, 210m(LS)
- 나치 독일 - 비스마르크급, 251m(BB)